# 에스디생명공학
에스디생명공학(영어: SD BIOTECHNOLOGIES CO., LTD.)는 2008년 설립된 화장품 회사이다. 바다제비집 마스크팩으로 유명한 화장품 브랜드 ‘SNP’ 외 'hddn lab', 'M'solic', 'Celebeau', 'Daywith'를 보유하고 있다.

## 주요 브랜드
- SNP: 마스크팩 및 기능성 화장품

대표상품인 SNP '바다제비집 아쿠아 앰플 마스크'는 검증된 SNP 화장품의 우수한 제품력을 바탕으로 2014년 7월 출시일로부터 2018년 5월 기준 누적 3억 장 이상이 판매되며, 소비자들에게 뜨거운 반응을 얻고 있다. 한때 마스크팩 인증샷 열풍을 일으켰던 '동물 마스크' 또한 출시된 지 1년 6개월 만에 5천만 장 이상 판매했다.
- hddn=lab: 어반폴루션 더마코스메틱 브랜드

즐거운 도시 여성의 더 멋진 뷰티 & 라이프를 연구하는 어반폴루션 더마코스메틱 브랜드이며 민감 피부까지 케어할 수 있는 EWG 그린 등급 성분과 알러지 테스트를 통한 저자극 처방을 기본으로 한 브랜드이다.
- M'solic: 남성 그루밍 브랜드

바버마스터 조언을 바탕으로 한 프로페셔널 토탈케어 브랜드로, 얼굴부터 헤어, 바디라인까지 구성되어 있다.
- Celebeau: 메이크업 브랜드

특별한 셀럽만의 비밀스러운 뷰티노하우를 적용 한 트렌디한 메이크업 룩을 전하는 브랜드이다.
- Daywith: 여성 위생용품 브랜드

프랑스 ECOCERT GREENLIFE  오가닉 인증 100% 유기농 순면 커버 생리대와 99% 천연유래 약산성 여성청결제 브랜드이다.

## 역대 모델
- 송승헌 (2016년 1월)
- 엄현경 (2016년 5월)
- 문채원 (2017년 1월~ 2019년 2월)

## 본점 및 지점 현황
- 본점: 서울특별시 강서구 마곡중앙8로1길 66 (마곡동)
- 인천지점: 인천광역시 남동구 청능대로339번길 47 (고잔동)
- 건강식품사업부문: 충청북도 음성군 원남면 원남산단로 111